# Lithocarpus phansipanensis
Lithocarpus phansipanensis är en bokväxtart som beskrevs av Aimée Antoinette Camus. Lithocarpus phansipanensis ingår i släktet Lithocarpus och familjen bokväxter. Inga underarter finns listade.